# オスマン・ユセフ
オスマン・ユセフ（Osman Yusuf, 1920年5月23日 - 1982年8月29日）は、日本で活躍したオスマン帝国（トルコ）出身の俳優。別名義はユセフ・オスマン、ジョニー・ユゼフ（ジョニィ・ユセフ）、オズマンド・ユセフなど多数。

## 来歴・人物
大柄な体格と八の字眉の朗らかな顔つきが特徴で、サングラスを掛けている役柄が多い。
国籍はトルコで、戦前に来日して永住権を持っていた。日本語のセリフが喋れる、貴重な外国人俳優として映画・テレビ番組に出演したほか、同じトルコ人俳優のエンベル・アルテンバイと共に国際演技者紹介所の中心人物として他の外国人エキストラのコーディネートも担当した。
また東宝ではヘンリー大川と通訳もこなし、音声収録にも立ち会うなどノンクレジットながらも様々な分野で作品制作に携わった。
実弟はプロレスラーで同じく俳優のユセフ・トルコ。
映画『モスラ』の撮影では「日本語が上手過ぎるから、もっと外人っぽく話してほしい」と指示されたところ、「ワタシ、ガイジンミタイナシャベリカタ、デキマセン」と返したという。
1982年8月29日死去。62歳没。

## 出演

### 映画
- 雷撃隊出動（1944年、東宝） - 米軍捕虜
- 續姿三四郎（1945年、東宝） - 米水兵
- 日本ロマンス旅行（1959年、新東宝） - ウィリアム・スミス・クラーク
- 大東亜戦争と国際裁判（1959年、新東宝）
- 戦場のなでしこ（1959年、新東宝）
- 静かなり暁の戦場（1959年、新東宝）
- 宇宙大戦争（1959年、新東宝） - スピップ号二号乗組員[2]
- 野獣死すべし（1959年、東宝） - 闇カジノの客
- 月光仮面 悪魔の最後（1959年、東映） - スナイダーの部下
- 弾丸大将（1960年、東映） - 演習隊隊長
- 大坂城物語（1961年、東宝）
- モスラ（1961年、東宝） - ネルソン配下2[8][5][1]
- 世界大戦争（1961年、東宝） - 同盟軍演習機通信員
- ゼロの焦点（1961年、松竹） - 丸越工業の客
- ヒマラヤ無宿 心臓破りの野郎ども（1961年、ニュー東映） - ラスベガスの係員
- 妖星ゴラス（1962年、東宝） - 南極基地の技術者[要出典]
- 誇り高き挑戦（1962年、東映） - ロバート
- ゴジラシリーズ（東宝）
  - キングコング対ゴジラ（1962年） - 調査団員B[8][5][1]
  - モスラ対ゴジラ（1964年） - 外国人記者[要出典][注釈 2]
  - 怪獣大戦争（1965年、東宝） - レストランの客[1]
  - 怪獣島の決戦 ゴジラの息子（1967年） - 国連潜水艦乗組員[1]
  - ゴジラ・ミニラ・ガバラ オール怪獣大進撃（1969年） - 旅客機の乗客[1]
- 青島要塞爆撃命令（1963年、東宝） - 獄房の番兵[8]
- クレージー作戦シリーズ（東宝 / 渡辺プロ）
  - 香港クレージー作戦（1963年） - クラブの客
  - 無責任遊侠伝（1964年） - ホテルの客
  - クレージーだよ奇想天外（1966年） - 米兵
  - クレージーの 怪盗ジバコ (1967年) - ホネの部下 (W.C.W.C.の一味)
  - クレージーメキシコ大作戦（1968年） - コステロの部下
- サラリーマン物語 大器晩成（1963年、日活） - ピタゴラス
- 血とダイヤモンド（1964年、宝塚映画） - ポール
- 国際秘密警察シリーズ
  - 国際秘密警察 鍵の鍵（1965年、東宝） - 賭け客
  - どうしたの、タイガー・リリー? What's Up, Tiger Lily? （1966年）[注釈 3]
- 100発100中（1965年、東宝） - ルボワの部下
- 大陸流れ者（1966年、東映） - ビル
- アルプスの若大将（1966年、東宝 / 渡辺プロ） - パンアメリカン航空営業所の客
- キングコングの逆襲（1967年、東宝） - エクスプロアー号乗組員
- 陸軍諜報33（1968年、東映） - アルフレット・ハイゼ
- 100発100中 黄金の眼（1968年、東宝） - ホテルの客
- 荒野の渡世人（1968年、東映） - ダンカン
- さらばモスクワ愚連隊（1968年、東宝） - 対外文化部役人
- 新網走番外地（1968年、東映） - 囚人兵
- 旅に出た極道（1969年、東映） - ビル・スミス
- 賞金稼ぎ（1969年、東映） - カピタン・シーゲル
- 日本海大海戦（1969年、東宝） - ロシア兵[要出典]
- 徳川いれずみ師 責め地獄（1969年、東映） - オランダ商館長クレイトン
- 賞金稼ぎ（1969年、東映） - クルチウス
- 超高層のあけぼの（1969年、日本技術映画社/東映） - 外国人記者
- ごろつき部隊（1969年、東映） - フォン・シュタイン
- 緯度0大作戦（1969年、東宝 / ドン・シャーププロ） - マッケンジーの部下（銃を撃つ男）[要出典]
- やくざ刑事 マリファナ密売組織（1970年、東映） - リトルジョー
- 極道釜ヶ崎に帰る（1970年、東映） - 米軍兵士
- 舶来仁義 カポネの舎弟（1970年、東映）
- シルクハットの大親分 ちょび髭の熊（1970年、東映） - クラウス
- 白昼の襲撃（1970年、東京映画） - バーの客
- 三匹の牝蜂 （1970年、東映） - 来日した観光客
- だまされて貰います（1971年、東宝 / 渡辺プロ） - ホテルの警官
- 凄い奴ら（1971年、東宝）
- 薔薇の標的（1972年、東京映画）
- 日本悪人伝 地獄の道づれ（1972年、東映） - 密輸船船長
- 麻薬売春Gメン 恐怖の肉地獄（1972年、東映） - カミングス
- 恐怖女子高校 不良悶絶グループ（1973年、東映） - ニック
- 日本沈没（1973年、東宝） - 外国人記者[要出典]
- 激突! 殺人拳（1974年、東映） - キングストーン
- ノストラダムスの大予言（1974年、東宝） - 隊員[9]
- 直撃! 地獄拳（1974年、東映） - マフィアの一員
- あした輝く（1974年、東宝） - ソ連兵
- 東京湾炎上（1975年、東宝） - 記者[10]
- 二百三高地（1981年、東映） - 司祭
- 大日本帝国（1982年、東映） - 陪審団の一員

### テレビドラマ
- まぼろし探偵（1959年）　
  - 第2話「時限爆弾」 - マンダラン国暗殺団員
  - 第24話・第25話「ウランの秘密」- ネルソン
- 泣いてたまるか 第1話「ラッパの善さん」（1966年）
- キイハンター（1968年） 第1話 「裏切りのブルース」
- ウルトラシリーズ
  - ウルトラセブン 第14話「ウルトラ警備隊西へ（前編）」（1968年） - 地球防衛軍・科学班チーフ[2][注釈 4]
  - ウルトラマン80 第24話「裏切ったアンドロイドの星」（1980年） - 地球防衛軍参謀
- マイティジャック 第7話「月を見るな!」（1968年）- アダムス博士[2]
- 戦え! マイティジャック（1968年）
  - 第4話「とられたものはとりかえせ!!」 - 科学者[注釈 4]
  - 第8話「地獄へ行って笑え!」 - 犯罪組織キルのボス
- 緊急指令10-4・10-10 第1話「狂った植物怪獣」（1972年） - 白人の男
- だから大好き! 第1話（1972年） - 外国人教師
- 太陽にほえろ!
  - 第3話「あの命を守れ!」（1972年） - アーサー・ラインハート
  - 第27話「殺し屋の詩」（1973年）
- 変身忍者 嵐 第28話「殺しにやって来る! 魔女メドーサ!!」（1972年） - 南蛮人
- 愛の戦士レインボーマン
  - 第4話「マカオの殺人ショウ」（1972年） - マカオ便の乗客
  - 第30話「モグラート大破壊作戦」（1973年）- サウスアイアン共和国領事
  - 第34話 - 第36話・第39話（1973年） - アリシア連邦大統領補佐官・ダリンジャー
- 眠狂四郎 第9話「異人の剣が吠える」（1972年）
- プレイガール
  - 第204話「悪魔のような女」（1973年）
  - 第235話「裸女よパリを見て死ね!」（1973年）
- 流星人間ゾーン 第15話「沈没! ゴジラよ東京を救え」（1973年） - ガロガバラン星人
- キカイダー01 第16話「恐怖! ミイラ男のニトロ爆弾」（1973年） - 水爆機パイロット
- ロボット刑事 第20話「水爆飛行船 東京へ!」（1973年） - ヘンリー
- ダイヤモンド・アイ 第1話「わが名はダイヤモンド・アイ」（1973年） - 羽田空港の客
- 荒野の用心棒 第27話「火の砦にオロシャ砲が轟いて…」（1973年） - ロマノフ
- 唖侍鬼一法眼
  - 第2話「くちなしの子守唄（1973年）
  - 第26話（最終回）「寛永寺の決闘」（1974年）
- イナズマン 第8話「恐怖砂あらし! 大空港沈没!!」（1973年） - 旅客機の乗客
- 傷だらけの天使 第1話「宝石泥棒に子守唄を」（1974年） - 宝石バイヤー
- 電撃!! ストラダ5 第12話「殺人マシンを狙撃せよ!」（1974年） - アルメニア共和国・ケリー司法長官
- 正義のシンボル コンドールマン 第5話「紅コウモリ現わる」（1975年） - レストランの客
- Gメン'75
  - 第5話「純金の死体」（1975年） - 大使館員
  - 第61話「沖縄に響く痛恨の銃声（1976年） - 沖縄米軍司令官
  - 第86話「パリ警視庁の五百円紙幣」−第88話「パリ－紺碧海岸縦断捜査」（1977年）
- 賞金稼ぎ 第16話「忍びのテクニック」（1975年）
- 破れ傘刀舟悪人狩り 第19話「浦賀沖波高し」（1975年） - ウォーレン
- 大非常線 第7話「挑戦」 (1976年、NET/東映)　- モールジー ザビアエル外交特使
- NHK特集「鹿鳴館 条約改正 前・後編」（1976年） - ブランケット
- 人魚亭異聞 無法街の素浪人（1976年） - ヘボン医師（セミレギュラー出演）
- 隠し目付参上 第15話「長崎出島泣くは異人か混血娘か」（1976年）
- 宇宙鉄人キョーダイン 第39話「どうする!? マレー大彗星が地球に衝突」（1977年） - 防衛軍参謀
- スーパー戦隊シリーズ
  - ジャッカー電撃隊 第1話「1ジョーカー!! 完全犯罪の死角」（1977年） - ロバート長官
  - 太陽戦隊サンバルカン（1981年）
    - 第1話「北極の機械帝国」 - 国際会議議長
    - 第2話「人類が消滅する日」 - B国首相
- 大鉄人17 第2話「地上最大の巨人頭脳」（1977年） - 囚人[注釈 4]
- ご存知!女ねずみ小僧 第16話「浮世絵 海を渡る」（1977年） - タンギー
- 特捜最前線（1978年）
  - 第37話「犯罪都市・25時の慕情」
  - 第52話「羽田発・犯罪専用便329!」
  - 第151話「喝采・地上20メートルの密室!」
- 土曜ワイド劇場
  - 妖精の美女 江戸川乱歩の黄金仮面（1978年） - 来賓客
  - 松本清張の風の息（1982年）
- ミラクルガール 第3話「アムステルダムに消えた美女」（1980年）- 洋書店「禅」店主
- 大激闘マッドポリス'80 第15話「005便で来たスナイパー」（1980年） - 某国革命指導者
- ポーツマスの旗 第一部・第二部（1981年） - ロシア外交官・ウィッテ

### CM
- 湘南家具センター

### その他
- ミラーマン・パイロット版（1971年） - インベーダー